# Слепцов, Алексей Трофимович
Алексе́й Трофи́мович Слепцо́в (1786—1831) — участник войн третьей и четвёртой коалиций.
Происходил из дворянского рода Слепцовых. Родился 17 (28) марта 1786 года в селе Оржевка Кирсановского уезда Тамбовской губернии.
В службу вступил 12 мая 1802 года, в Рижский драгунский полк; 22 декабря 1804 года переведён юнкером в Кавалергардский полк, с которым участвовал в войне третьей коалиции; за сражение под Аустерлицем был произведён в корнеты с переводом в Кирасирский полк. Прибыл в Орёл, где тогда располагался полк, 15 июня 1806 года. Вскоре вновь оказался за границей, участвуя в войне четвёртой коалиции; был в сражении при Голымине и битве при Прейсиш-Эйлау, где контужен и получил золотой крест на георгиевской ленте. В мае 1807 года вернулся в полк.
Во время войны Наполеона с Австрией находился с полком с 9 июня по 16 ноября 1809 года в Галиции.
Вышел в отставку по болезни, поручиком, 11 февраля 1811 года. Писал стихотворения и трагедии, делал переводы.
Женился 6 июля 1825 года на дочери Д. М. Мартынова, Елизавете Дмитриевне. Их дети: Дмитрий (1826—1881); Екатерина (1827—?) — в замужестве Норцова, мать А. Н. Норцова; Николай (1828—1828), Александр (1829—1891), Владимир (1830—?), Василий (1831—1900).
Умер 14 (26) июля 1831 года в Оржевке.